# Meconopsis paniculata
Meconopsis paniculata là một loài thực vật có hoa trong họ Anh túc. Loài này được (D. Don) Prain mô tả khoa học đầu tiên năm 1896.